# Ești visul meu
Ești visul meu este albumul format LP al Mirabelei Dauer lansat în anul 1986 la casa de discuri Electrecord.

## Lista pieselor
1. [ 4 :09 ] Amintiri (Marian Nistor/Mihail Săulescu)
2. [ 3 :18 ] Cântec despre soare și pământ (Anton Suteu/Dan Dumitriu)
3. [ 3 :42 ] Iartă-mă (Marian Nistor/Marian Steara)
4. [ 3 :29 ] Fructul vieții (Anton Șuteu/Dan Dumitriu)
5. [ 3 :53 ] Nu mai vreau (Horia Moculescu/Roxana Popescu)
6. [ 3 :47 ] Viața mea (Marcel Dragomir/Corina Brăneanu)
7. [ 3 :39 ] De ce nu-mi spui că mă iubești? (Vasile V. Vasilache/Eugen Rotaru)
8. [ 3 :44 ] Nu știam că mă iubești și tu (Vasile V. Vasilache/Romeo Iorgulescu)
9. [ 4 :34 ] Să fim noi doi (Cornel Fugaru/Dan Dumitriu)
10. [ 3 :03 ] Numai când dansez cu tine (Marius Țeicu/Romeo Iorgulescu)
11. [ 4 :$0 ] Și voi uita (Vasile V. Vasilache/Cornel Popescu)
12. [ 3 :53 ] Ești visul meu (Marius Țeicu/Eugen Rotaru)

## Ediții
- 1986, Electrecord, format disc vinil de 45`